# Biała (dopływ Dunajca)
Biała – rzeka, prawobrzeżny dopływ Dunajca, w województwie małopolskim przepływająca przez powiaty gorlicki, nowosądecki, tarnowski oraz miasto Tarnów. Biała ma charakter rzeki górskiej w górnym biegu, a podgórskiej w dalszym biegu. Cechująca się nagłymi wezbraniami wód rzeka objęta jest monitoringiem powodziowym. Dolina rzeki na znacznym odcinku stanowi specjalny obszar ochrony siedlisk sieci Natura 2000 Biała Tarnowska. Biała jest pierwszą polską rzeką, którą Wody Polskie objęły w latach 2014–2020 programem kompleksowej renaturalizacji, zastępując betonowe progi spiętrzające bystrzami.

## Nazwa

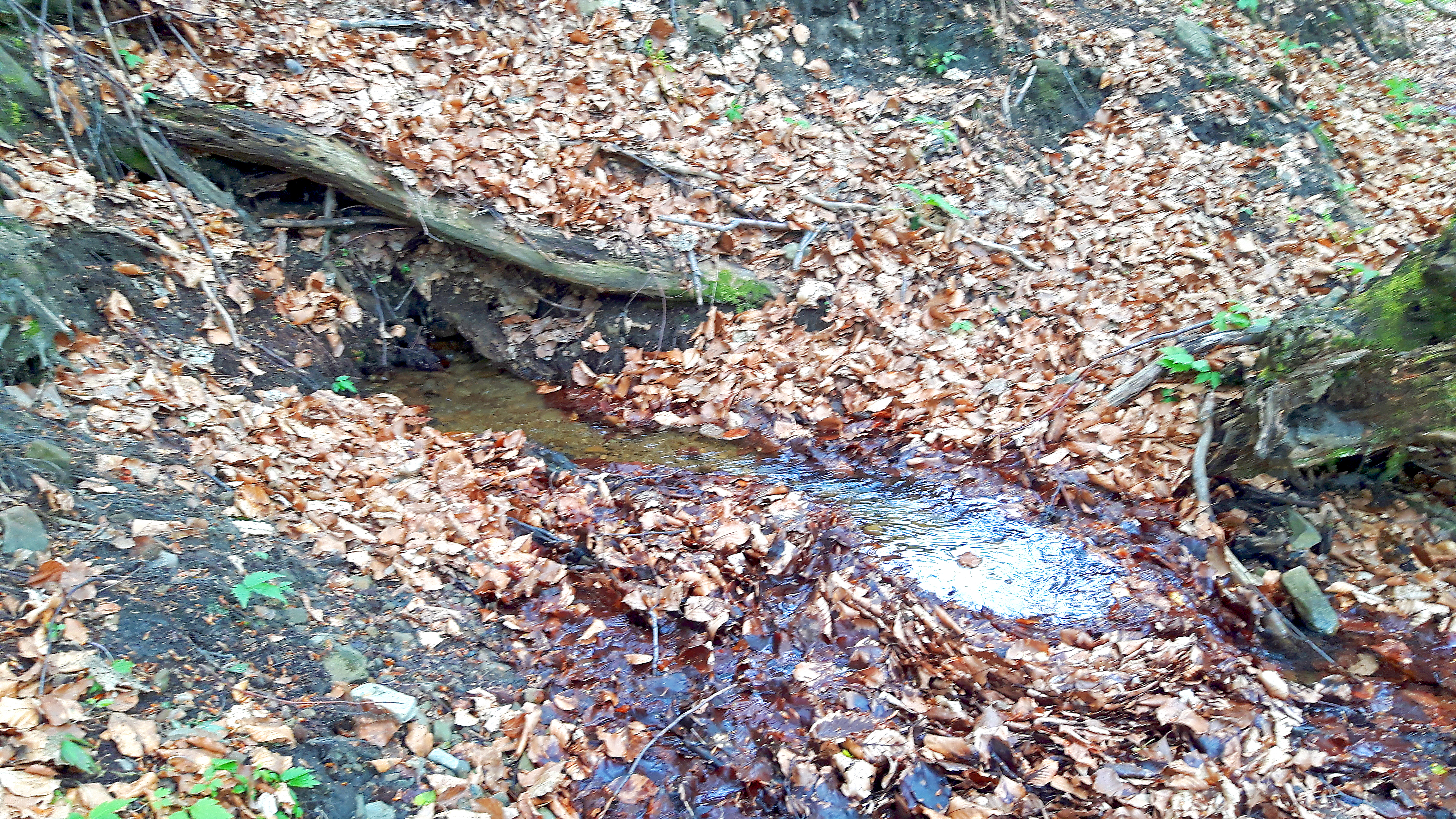
Jedno ze źródeł rzeki Białej, na zalesionym stoku Lackowej w Beskidzie Niskim

Nazwa Biała pochodzi od przymiotnika biały, określenia koloru skały osadowej tworzącej jej podłoże na początkowym odcinku – margla o jasnej, kremowej barwie. Rzek o tej nazwie jest wiele, dlatego bywa dookreślana przymiotnikami utworzonymi od nazwy rzeki, do której uchodzi lub nazw miast, przez które przepływa. Bywa więc nazywana Białą Dunajecką lub Białą Dunajcową, w regionie sądeckim również Białą Grybowską, a w regionie tarnowskim Białą Tarnowską.
Pierwszy raz, w znanych źródłach historycznych, wzmiankowana w 1229 roku pod nazwą Bala, hydronim Biała pierwszy pojawił się w 1564 roku. Inne nazwy w źródłach historycznych to: Bayla, Bialam, Bela, Biala, Bialka, Biała-dunajcowa, z fonetyką wschodniosłowiańską Bila Rika.

## Przebieg rzeki

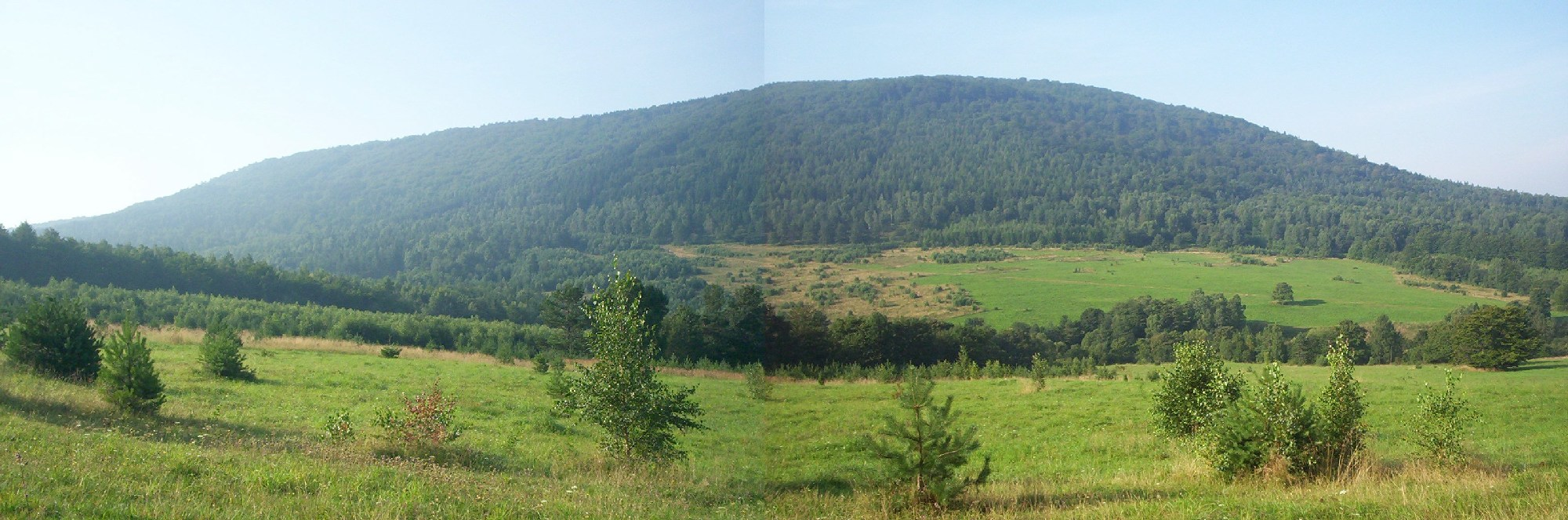
Widok na Lackową z dawnej łemkowski wsi Bieliczna

### Charakterystyka

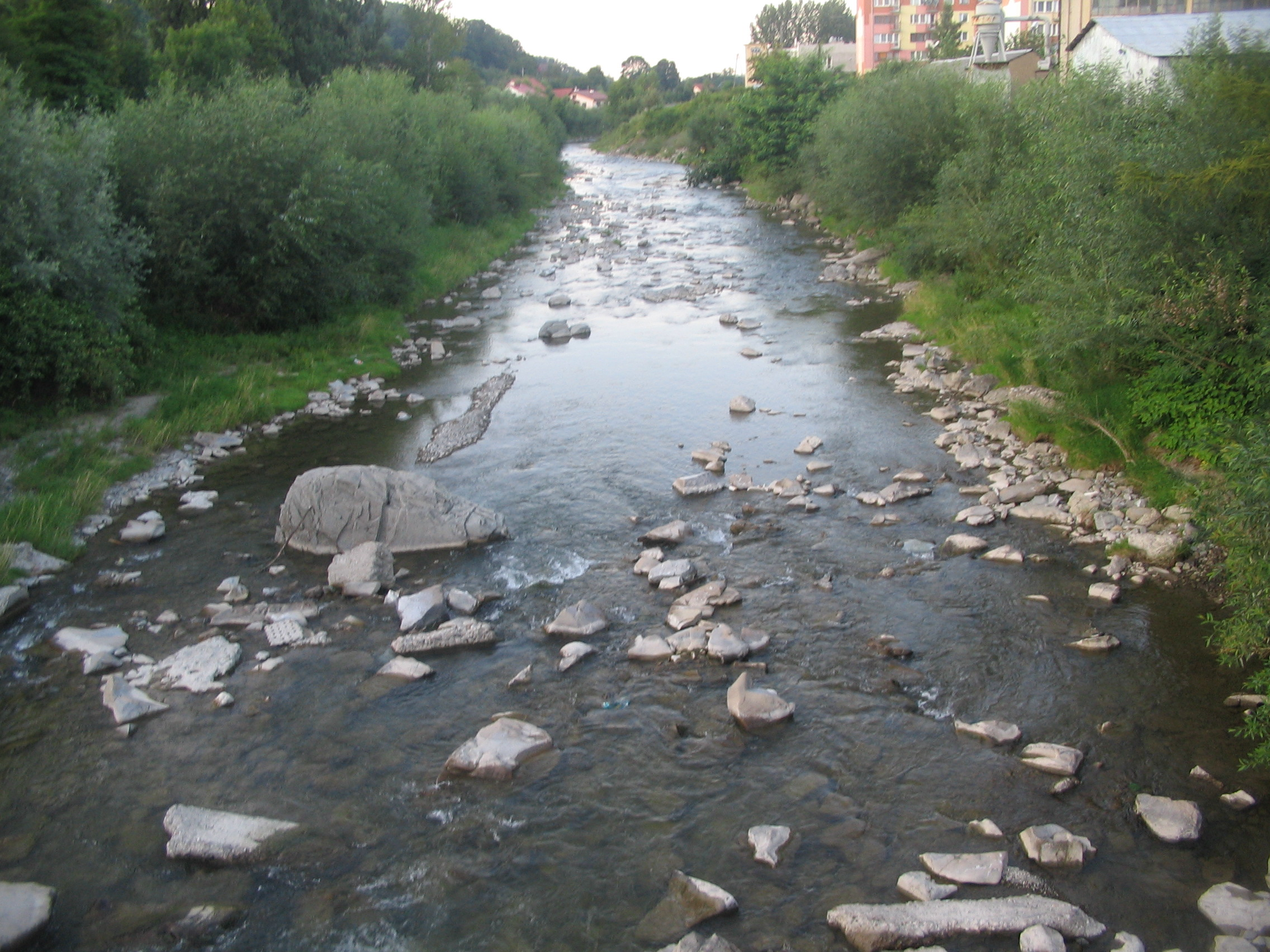
Rzeka Biała w Grybowie, z charakterystycznym dla rzek górskich kamienistym dnem

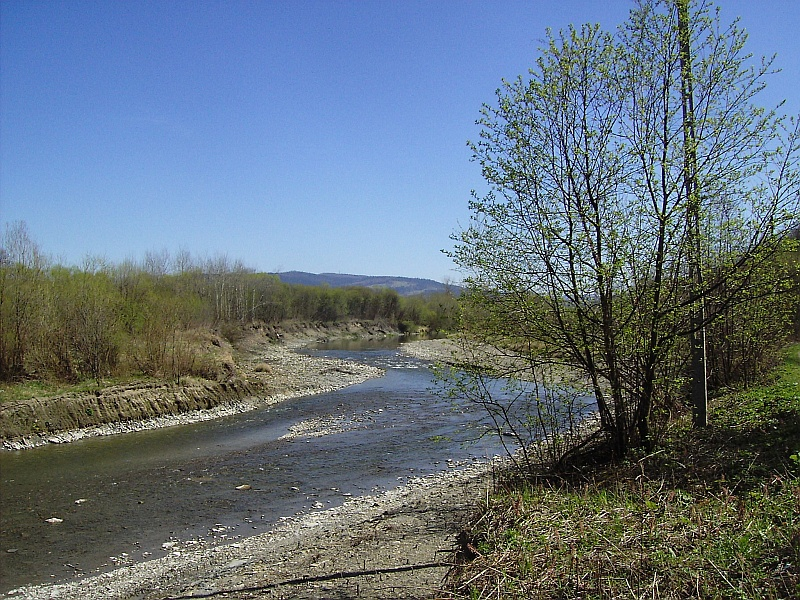
Biała w Wojnarowej w powiecie nowosądeckim

Źródła Białej znajdują się na północno-wschodnim stoku Lackowej w Beskidzie Niskim, w okolicy przełęczy Pułaskiego leżącej na granicy polsko-słowackiej; powyżej doliny, w której leżała dawna wieś łemkowska Bieliczna. W obszarze źródłowym występuje 5 źródeł – jedno wydajne źródło znajdujące się na wysokości 810,2 m oraz 4 źródła helokrenowe leżące na wysokościach od 805,3 do 810,9 m.
W górnym biegu, na obszarze Beskidu Niskiego, Biała ma charakter potoku górskiego, charakteryzującego się dużym spadkiem jednostkowym koryta, sięgającym ok. 6‰. Na tym odcinku rzeka meandruje swobodnie w wąskiej dolinie, krętym korytem o dużej liczbie zakoli. Z powodu wielkiej zmienności przepływów i zasilania grubym rumoszem skalnym formuje miejscami rozległe, wielonurtowe koryta, rozdzielone przez odsypy roztokowe. Brzegi porośnięte są zaroślami wrześni pobrzeżnej i zaroślami wierzbowymi, przylegają do nich pastwiska i łąki, a miejscami fragmenty łęgów.
Poniżej Florynki, na obszarze Pogórza Środkowobeskidzkiego, Biała ma charakter rzeki podgórskiej (wyżynnej). Dolina rzeki stanowi granicę Pogórza Ciężkowickiego i Pogórza Rożnowskiego. Na tym odcinku krótsze fragmenty uregulowane (w pobliżu mostów) przedzielają dłuższe fragmenty nieuregulowanego koryta. W korycie rzeki istnieje wiele bystrzyn poprzedzielanych plosami. Odcinki uregulowane cechują się radykalnym przekształceniem geometrii koryta. Koryto przekształciło się w głębokie jednonurtowe o szerokości średnio trzykrotnie mniejszej niż na odcinkach nieuregulowanych. Prócz regulacji rzeki przyczyniła się do tego eksploatacja kruszywa i mniejszy dopływ rumowiska z zalesianych partii Beskidu Niskiego. Poniżej Tuchowa dolina Białej rozszerza się do 2-3 km. W dolnym biegu cechuje się nagłymi wezbraniami z dużymi wahaniami stanów wody, osiągającymi 6,5 m.
W pobliżu Tarnowa Biała wypływa z Karpat do Kotliny Sandomierskiej i uchodzi do Dunajca na obszarze Niziny Nadwiślańskiej, na wysokości 183,6 m.
Rzeka jest prawobrzeżnym dopływem Dunajca o długości 102 km, w końcowym odcinku stanowi granicę między miejscowościami Tarnów i Biała. Rzeka przepływa przez powiaty gorlicki, nowosądecki, tarnowski oraz miasto Tarnów, w województwie małopolskim.

### Miasta nad rzeką
Miastami leżącymi nad Białą są (w kolejności od źródła): Grybów, Bobowa, Ciężkowice, Tuchów i Tarnów.

## Dorzecze

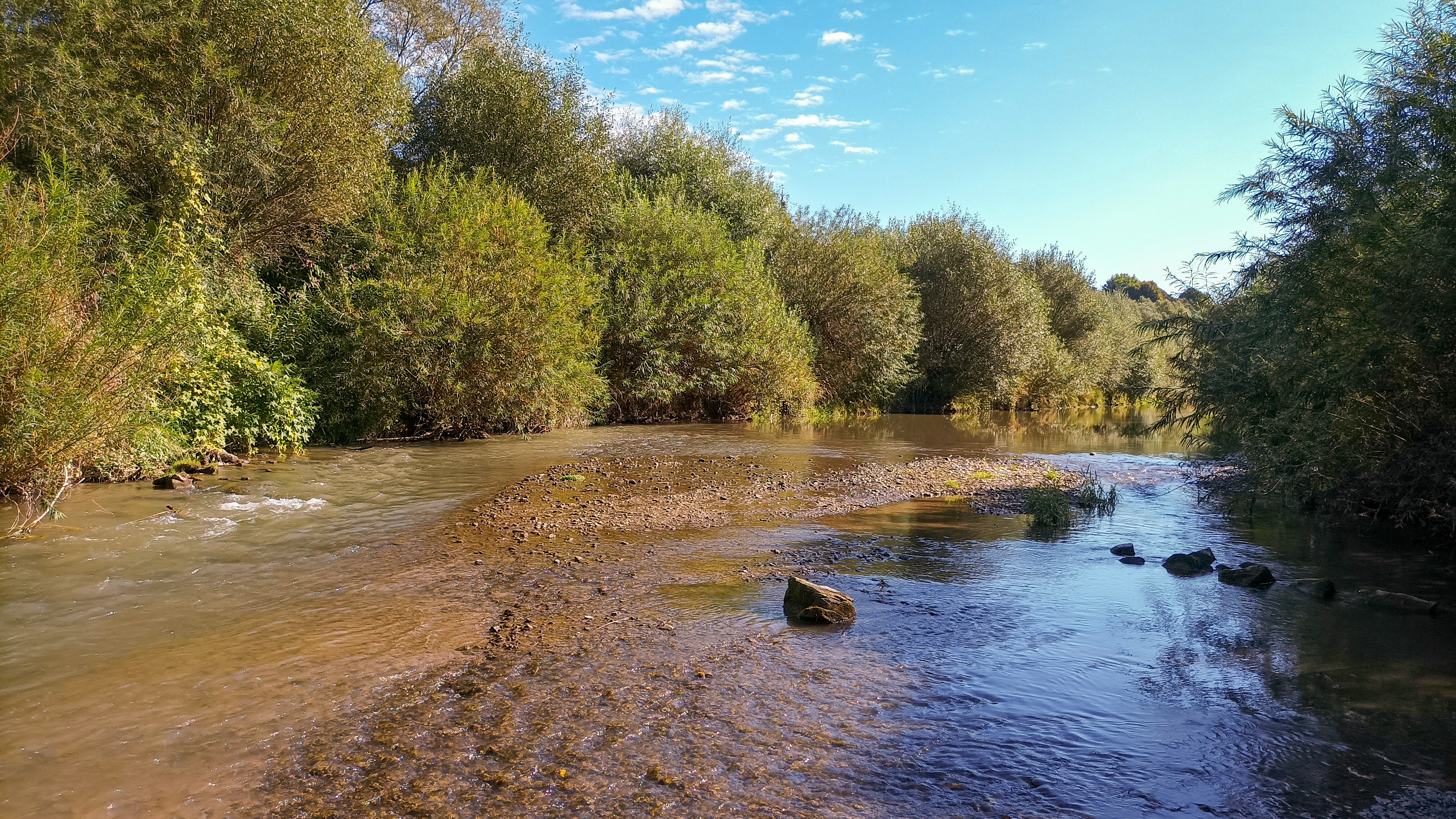
Biała w Tuchowie

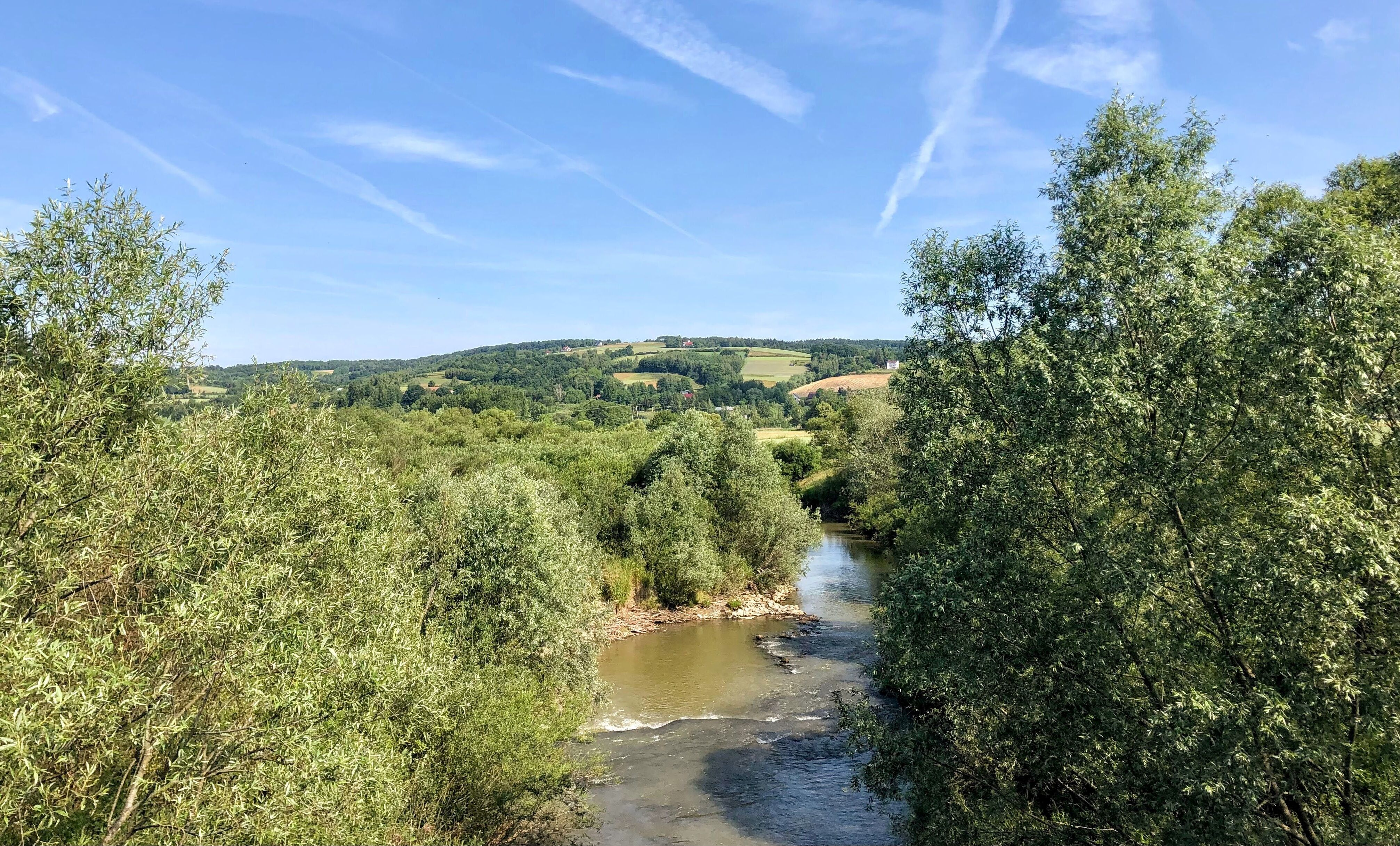
Biała w Łowczowie w powiecie tarnowskim

### Obszar zlewni
Powierzchnia zlewni Białej wynosi 983,3 km² (980,54 km²). Zlewnia położona jest w obrębie 5 mezoregionów: Beskidu Niskiego, Niziny Nadwiślańskiej, Płaskowyżu Tarnowskiego, Pogórza Rożnowskiego oraz Pogórza Ciężkowickiego. Pod względem geologicznym obszar ten znajduje się na granicy Zapadliska Przedkarpackiego i Karpat Zewnętrznych.

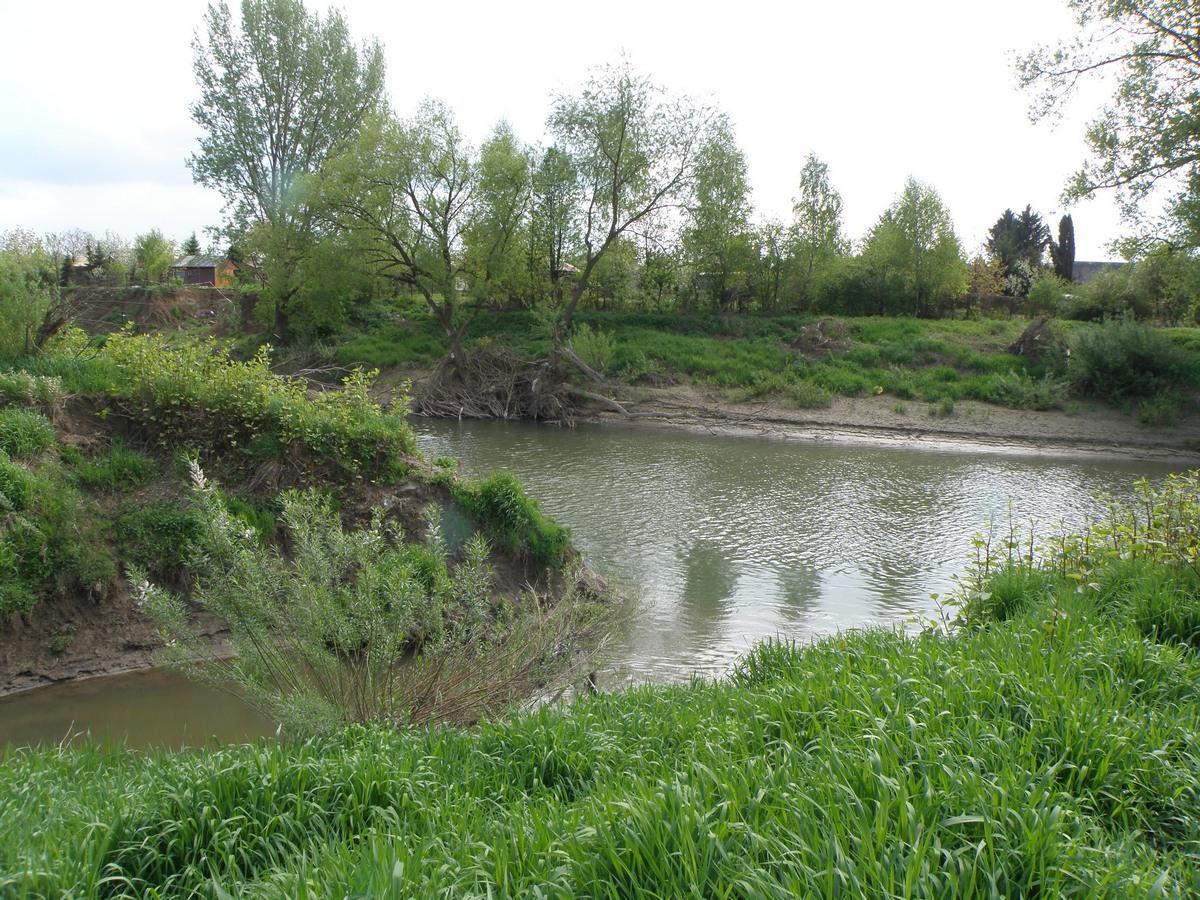
Ujście Wątoku do Białej

Zlewnia Białej zbudowana jest głównie z utworów fliszowych (łupków i piaskowców). Dzieli się na trzy wyraźne części: południową, środkową i północną. Południowa część zlewni leży w Beskidzie Niskim, ma charakter górski i jest najsilniej zalesiona. Środkowa część ma rzeźbę podgórską, a jej charakterystyczną cechą są wylesione i użytkowane rolniczo głębokie doliny rzeczne Pogórza Ciężkowickiego i Rożnowskiego; stanowi około 70% całej zlewni Białej. Północna część zlewni obejmuje niskie wzniesienia i ujściowy odcinek doliny Białej w Kotlinie Sandomierskiej; stanowi ok. 5% całej zlewni. Występują tam głównie tereny zurbanizowane oraz przemysłowe.

### Dopływy
Nurt Białej zasilają wody z 32 dopływów, wszystkie z nich to potoki.
Głównymi prawobrzeżnymi dopływami Białej są: Lipka, Czertyżnianka, Stawiszanka, Czarna, Sudoł, Polnianka, Stróżnianka, Łużnianka, Ostruszanka, Rzepianka, Rostówka, Szwedka, Radlanka, Dębnica, Wątok, Stary Wątok oraz Chyszowski Rów, lewobrzeżnymi: Banicki Potok, Czyrnianka, Mostysza, Binczarówka, Pławianka, Jasienianka, Brzanka, Jastrzębianka, Kipsznianka, Mesznianka, Rychwałdzianka, Rzuchowianka i Zimna Woda.

## Hydrologia rzeki

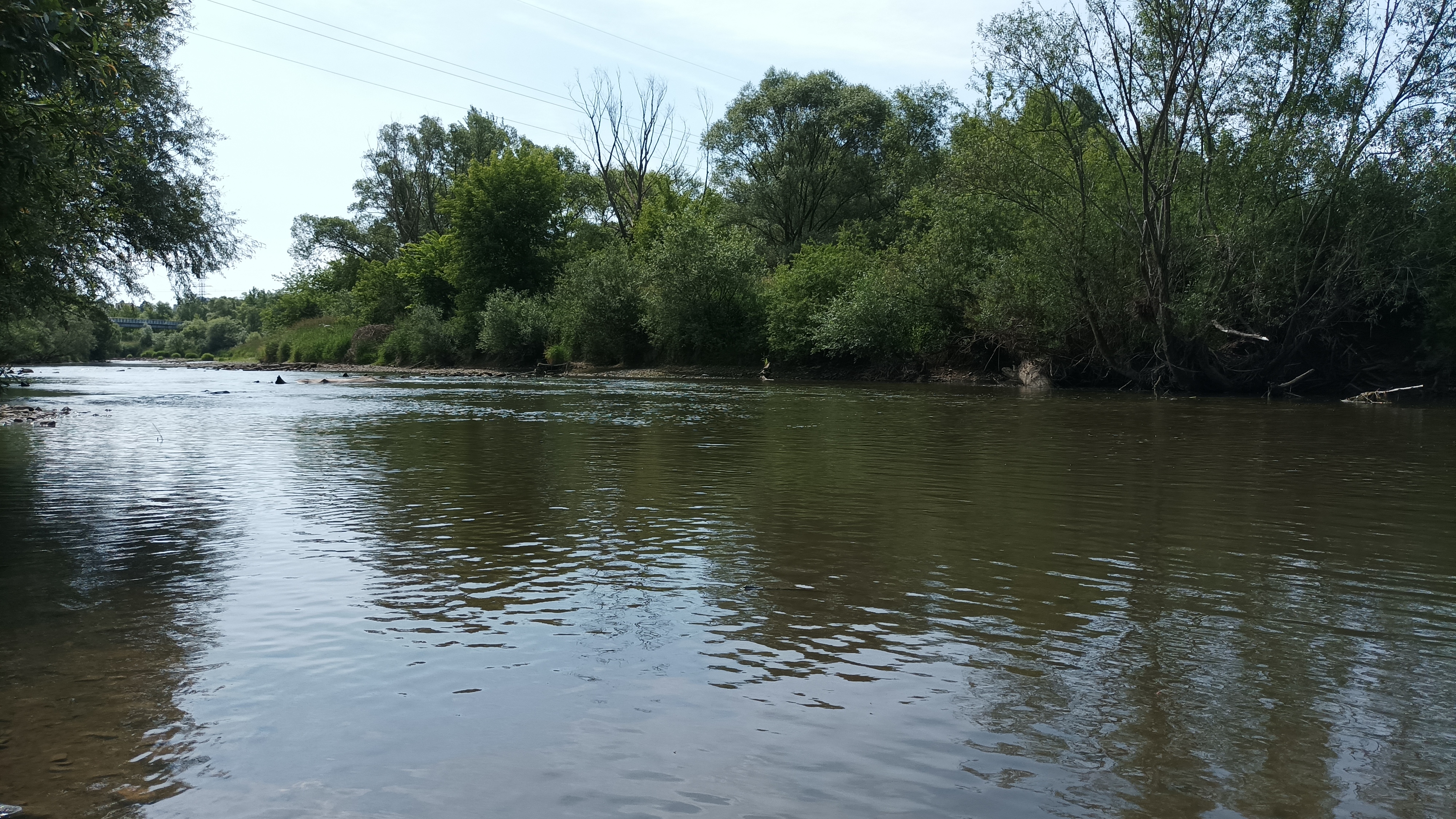
Biała w dolnym biegu, na granicy Tarnowa i wsi Biała

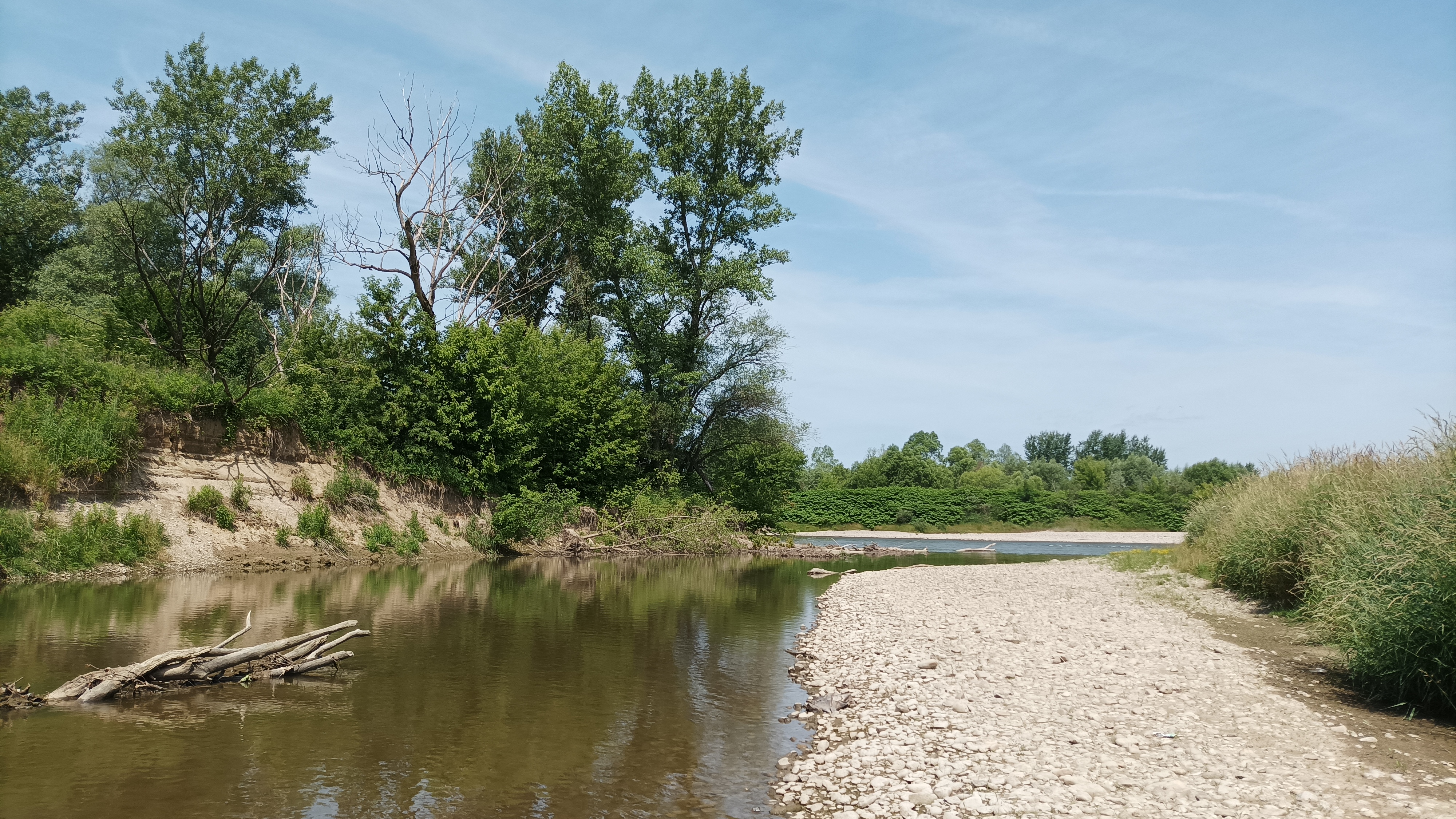
Ujściowy odcinek Białej

### Przepływ cieku
Na rzece wodowskazy IMGW znajdują się w Koszycach Wielkich (6,54 km biegu rzeki), Ciężkowicach (km 47,72) i Grybowie (km 74,14).
| Przepływy na stacjach wodowskazowych IMGW [m³/s]             | Przepływy na stacjach wodowskazowych IMGW [m³/s] | Przepływy na stacjach wodowskazowych IMGW [m³/s] | Przepływy na stacjach wodowskazowych IMGW [m³/s] |
| Rodzaj przepływu                                             | Grybów w latach: 1973-2010 (60. XX w.)           | Ciężkowice 1973-2010 (60. XX w.)                 | Koszyce Wielkie 1972-2010 (60. XX w.)            |
| ------------------------------------------------------------ | ------------------------------------------------ | ------------------------------------------------ | ------------------------------------------------ |
| WWQ (najwyższy przepływ zaobserwowany w okresie wieloletnim) | 600 (163)                                        | 545 (502)                                        | 836 (828)                                        |
| SWQ (przepływ średni z najwyższych)                          | 111 (85)                                         | 206 (282)                                        | 298 (300)                                        |
| SSQ (przepływ średni w okresie wieloletnim)                  | 2,92 (2,69)                                      | 5,99 (6,80)                                      | 9,59 (9,43)                                      |
| SNQ (przepływ średni z najniższych)                          | 0,24 (0,21)                                      | 0,67 (0,70)                                      | 1,40 (1,13)                                      |
| NNQ (najniższy przepływ zaobserwowany w okresie wieloletnim) | 0,08 (0,10)                                      | 0,20 (0,50)                                      | 0,60 (0,50)                                      |

Średni roczny przepływ SSQ z lat 1961–2000 mierzony w miejscowości Koszyce Wielkie wynosi 8,41 m³/s. Największe przepływy w tym miejscu notuje się w dwóch kulminacjach – pomiędzy lutym i kwietniem (marcowe SSQ 13,78 m³/s), a także w lipcu (SSQ 10,36 m³/s).

### Temperatura wody

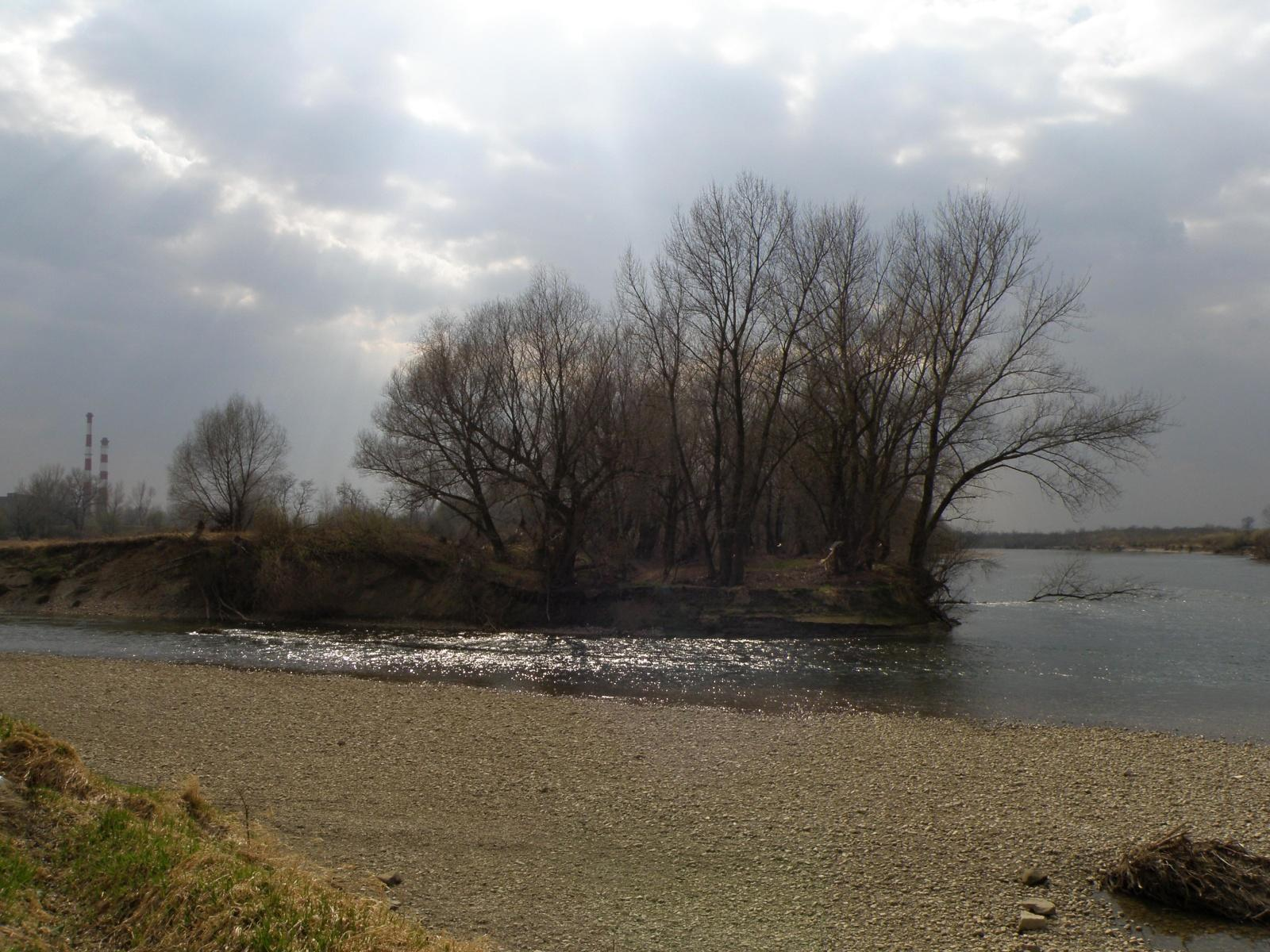
Ujście Białej do Dunajca, pobliże Zakładów Azotowych w Tarnowie

Średnia roczna temperatura wody wynosi 8,7 °C, a temperatura maksymalna w szerokich i płytkich miejscach osiąga do 28 °C.

## Środowisko naturalne

### Woda

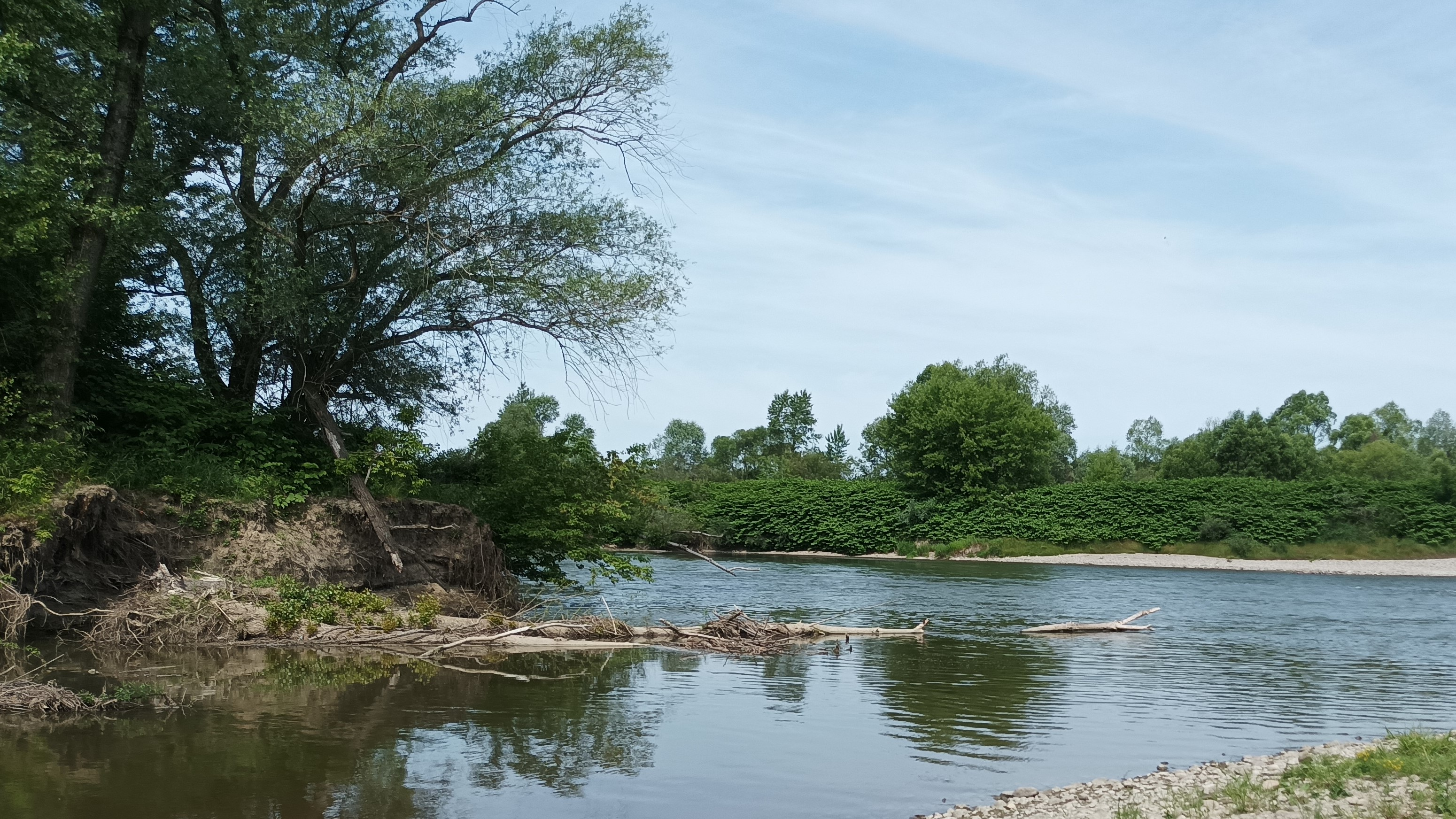
Biała i Dunajec

W 1996 roku cały odcinek w granicach ówczesnego województwa tarnowskiego nie mieścił się w żadnej z klas czystości ze względu na zanieczyszczenie bakteriologiczne. Pozostałe wskaźniki z reguły mieściły się w którejś z klas. Pod względem hydrobiologicznym (indeks saprobów) i fizykochemicznym odcinek do Koszyc mieścił się w drugiej, a odcinek od Koszyc w trzeciej klasie. Wyjątkiem był odcinek w Tarnowie, który nie odpowiadał normom fizykochemicznym. W tej grupie wskaźników ówczesnych norm nie spełniał tam poziom zawiesiny i substancji biogennych. Ten ostatni nie spełniał kryteriów pierwszej klasy na całym monitorowanym odcinku, podczas gdy poziom zanieczyszczenia związkami organicznymi i specyficznymi oraz zasolenie w większości punktów pomiarowo-kontrolnych mieściły się w pierwszej klasie.
W 2003 roku monitorowano odcinki rzeki poniżej Stróż. Odcinek od Ciężkowic do ujścia Wątoku oceniono na trzecią klasę, a czystość odcinków położonych od niego powyżej i poniżej nie mieściła się w normach. O ocenie tej zadecydowały wskaźniki mikrobiologiczne. Pod względem fizykochemicznym część mieściła się w granicach drugiej klasy, pod wskaźniki hydrobiologiczne mieściły się w tej klasie na całym badanym odcinku. W dwóch punktach badano jakość wody pod kątem przydatności do spożycia. W Ciężkowicach stężenie fenoli powodowało obniżenie ówczesnej kategorii do A2, a w Lubaszowej do A3. W tym punkcie również taką wartość wskazywało stężenie manganu. W obu punktach miano Coli wskazywało na kategorię A3.
Po zmianie systemu klasyfikacji stanu wód w 2005 roku stan ekologiczny wód Białej w Tarnowie mieścił się według ówczesnych kryteriów w czwartej klasie (słaby stan ekologiczny). Zadecydowały o tym wskaźniki mikrobiologiczne oraz stężenie fosforu i kadmu oraz barwa, zapach, zawiesina ogólna i BZT5. Nieco lepiej (trzecia klasa, czyli umiarkowany stan ekologiczny) jakość sklasyfikowano w Bobowej i Lubaszowej.
W 2019 roku stan ekologiczny wód Białej zależnie od miejsca badań sklasyfikowano jako umiarkowany i słaby, jej stan chemiczny jako poniżej dobrego, natomiast ogólną ocenę uplasowano na poziomie złego stanu wód. Najgorszą klasyfikację uzyskał odcinek bliski ujścia, gdzie stwierdzono dobry stan ichtiofauny i bezkręgowców bentosowych, ale umiarkowany stan fitobentosu i słaby stan makrofitów. Z kolei najgorszy, tj. umiarkowany, stan ichtiofauny, stwierdzono na odcinku między ujściami Mostyszy a Binczarówki, gdzie stan fitobentosu i zoobentosu był bardzo dobry. W najniżej położonym odcinku stwierdzono również przekroczenie norm stanu dobrego dla różnych postaci azotu i fosforu, wskaźników zasolenia czy BZT5 oraz aldehydu mrówkowego. Znacznie mniej przekroczeń stwierdzono w okolicy Kąclowej, a odcinek w okolicach Lubaszowej miał pośrednie wartości wskaźników. O stanie chemicznym poniżej dobrego zadecydowało głównie przekroczenie norm dla PBDE i heptachloru w tkankach ryb. Na Białej znajdują się ujęcia wody pitnej w Bobowej i Stróżach.

### Fitobentos
W latach 2010–2011 w Białej stwierdzono 205 taksonów (gatunków lub odmian) okrzemek, w większości typowych dla wód zasadowych i eutroficznych. W górnym biegu dominują Achnanthidium pyrenaicum i Achnanthidium minutissimum var. minutissimum, niżej zaś: Cocconeis placentula var. lineata, Diatoma moniliformis, Encyonema minutum, Encyonema ventricosum i Navicula lanceolata. Występuje również stosunkowo rzadki górski gatunek Didymosphenia geminata. 24 stwierdzone taksony znajdują się na czerwonej liście glonów Polski, w tym pięć ma status wymierających: Pinnularia rupestris, Pinnularia schoenfelderi, Pinnularia subrupestris, Pinnularia viridiformis i Fallacia lenzii.

### Rybostan
W Białej żyje 21 gatunków ryb, 15 z nich potrzebuje do rozwoju kamienistego i żwirowego podłoża, część z nich to ryby wędrowne, które nie mogą się obejść bez okresowego dostępu do wody słonej.
W rzece występują m.in.: klenie (Squalius cephalus), brzany (Barbus barbus), szczupaki (Esox lucius), płocie (Rutilus rutilus), kiełbie (Gobio gobio), lipienie (Thymallus thymallus), a w górnym biegu pstrągi potokowe (Salmo trutta trutta) i strzeble potokowe (Phoxinus phoxinus). Rzeka zarybiana była również łososiem (Salmo salar) i trocią wędrowną (Salmo trutta). W górnym biegu wiodącym gatunkiem jest pstrąg. W dolnym odcinku rzeka, w klasyfikacji stref rybnych, zaliczana jest do krainy brzany.

### Obszary chronione

#### Obszary chronionego krajobrazu
Biała przepływa przez Południowomałopolski Obszar Chronionego Krajobrazu (odcinek od źródeł do Grybowa), Ciężkowicko-Rożnowski Park Krajobrazowy (odcinek od Pławnej do Gromnika), Park Krajobrazowy Pasma Brzanki (odcinek od Chojnika do Burzyna) i Obszar Chronionego Krajobrazu Pogórza Ciężkowickiego (odcinek od Tuchowa do Koszyc Małych). Obszary chronionego krajobrazu obejmują tereny chronione ze względu na wartości przyrodnicze, historyczne i kulturowe oraz wyróżniające się walory krajobrazowe, dające możliwość zaspokajania potrzeb związanych z turystyką i wypoczynkiem lub pełnioną funkcją korytarzy ekologicznych.

#### Obszary Natura 2000 i rezerwaty przyrody
Większa część Białej wraz z doliną tworzy specjalny obszar ochrony siedlisk o nazwie Biała Tarnowska. Obszar został wydzielony w 2011 roku decyzją Komisji Europejskiej. Ma powierzchnię 957,46 ha. Nie weszły do niego odcinki rzeki płynące przez miasta i większe wsie (Grybów, Sędziszowa, Ciężkowice, Tuchów, Pleśna, Tarnów). Obszar znajduje się w dwóch regionach biogeograficznych, 11, 42% w alpejskim, a 88, 58% w kontynentalnym. Stanowi ważny korytarz ekologiczny, fragment głównego korytarza karpackiego w Beskidzie Niskim i fragment głównego korytarza południowego na Pogórzu Ciężkowicko-Rożnowskim dla organizmów związanych bezpośrednio z korytem rzeki oraz z roślinnością nadrzeczną. Górny odcinek rzeki jest cennym obszarem dla wszystkich trzech typów siedlisk kamieńcowych występujących w Polsce.
Na odcinku do Brunar obszar Biała Tarnowska jest częścią obszaru Beskid Niski, obszaru specjalnej ochrony ptaków. W tej ptasiej ostoi występuje 37 gatunków ptaków z załącznika I Dyrektywy Ptasiej, 18 gatunków ptaków wpisano do polskiej czerwonej księgi zwierząt jako ptaki zagrożone. W okolicy Śnietnicy rzeka przepływa przez jedną z Ostoi Nietoperzy Powiatu Gorlickiego, w okolicy Bobowej przez Ostoję Nietoperzy okolic Bukowca. W Ciężkowicach Biała przepływa przez otulinę rezerwatu przyrody nieożywionej Skamieniałe Miasto. Obszar Biała Tarnowska bezpośrednio sąsiaduje z Ostoją w Paśmie Brzanki. Na końcowym odcinku Biała płynie przez obszar Dolny Dunajec.

#### Ochrona siedliskowa
Ochrona siedliskowa na obszarze Natura 2000 Biała Tarnowska:
- Pionierska roślinność na kamieńcach górskich potoków – przemieszczające się kamieńce odkładają się w zakolach i wzdłuż nieregulowanego koryta rzeki ze znacznymi zmianami poziomu wody. Na okresowo zalewanych kamieńcach tworzy się pionierska roślinność. Występują powyżej wsi Brunary.
- Zarośla wrześniowo-wierzbowe na żwirowiskach i kamieńcach górskich potoków – siedlisko ma postać zarośli z wrześnią pobrzeżną (Myricaria germanica) z domieszką wierzby siwej. Tworzą się zwykle w miejscach, gdzie rzeka płynie równocześnie wieloma korytami o stałym przebiegu.
- Zarośla wierzbowe na kamieńcach i żwirowiskach górskich potoków – siedlisko zarośli z przewagą wierzby siwej (Salici-Myricarietum) z domieszką wrześni pobrzeżnej i innych gatunków wierzb. Podobnie jak zarośla wrześniowo-wierzbowe najliczniej występują w okolicy wsi Brunary i Śnietnica.
- Łęgi wierzbowe, topolowe, olszowe i jesionowe – siedliska zarośli tworzące się nad samym brzegiem rzeki.

#### Ochrona gatunkowa
Gatunki związane z rzeką, objęte ochroną i wymienione w charakterystyce jednolitych części wód powierzchniowych:
- brodziec piskliwy (Actitis hypoleucos) – niewielki ptak, lubiący kamieniste brzegi nieuregulowanych rzek.
- zimorodek zwyczajny (Alcedo atthis) – ptak budujący gniazda w norze wykopanej w niskim stromym brzegu rzeki.
- bocian czarny (Ciconia nigra) – spotykany na terenach górskich z odpowiednią siecią strumieni, na gniazda wybierający między innymi łęgi wierzbowe
- pluszcz zwyczajny (Cinclus cinclus – ptak zasiedlający bystre górskie potoki i rzeki, z zimną, czystą wodą oraz najlepiej kamienistym podłożem.
- pliszka górska (Motacilla cinerea) – ptak gnieżdżący się w szczelinach skał i kamieni nad brzegami odcinków rzeki o rwącym nurcie.
- orlik krzykliwy (Clanga pomarina) – wędrowny ptak drapieżny lubiący stare i rozległe lasy, w pobliżu dolin rzecznych, łąk i pól.
- derkacz (Crex crex) – ptak spotykany w niekoszonych podmokłych łąkach w dolinie rzeki
- wydra europejska (Lutra Lutra) – drapieżny ssak budujący na brzegu rzeki nory, do których wejście znajduje się pod powierzchnią wody.
- kumak górski (Bombina variegata) – płaz bezogonowy preferujący tereny zalewowe, wymagający zachowania stawków i kałuż, występuje w okolicach Grybowa i Pleśnej
- traszka grzebieniasta (Triturus cristatus) – płaz ogoniasty, największy gatunek traszki występującej w Polsce
- traszka karpacka (Triturus Montandowi) – endemiczny dla Karpat gatunek traszki, występuje w wilgotnych zacienionych lasach, w górnym biegu Białej
- głowacz białopłetwy (Cottus gobio) – ryba żyjąca w rwących potokach z czystą, dobrze natlenioną wodą, rzekach z kamiennym lub żwirowo-kamiennym dnem
- biegacz gruzełkowaty (Carabus variolosus) – bardzo rzadki chrząszcz występujący w wilgotnych miejscach na obszarze górskim lub podgórskim
- czerwończyk nieparek (Lycaena dispar) – motyl spotykany na wilgotnych łąkach w dolinie rzeki
- poczwarówka zwężona (Vertigo angustior) – kilkumilimetrowy ślimak lądowy, który preferuje wilgotne łąki, często na pograniczu z trzcinowiskami czy turzycowiskami.
- skójka gruboskorupowa (Unio crassus) – małż zamieszkujący strefy koryta o wolniejszym nurcie, najczęściej przy brzegu, na niewielkich głębokościach. Występuje na odcinku między Gromnikiem a Tarnowem.
- brzanka (Barbus carpathicus) – ryba zasiedlająca górne biegi rzek nad podłożem kamienistym i żwirowym, w Polsce spotykana tylko w rzekach karpackich.

### Zagrożenia

#### Przekształcenia hydromorfologiczne

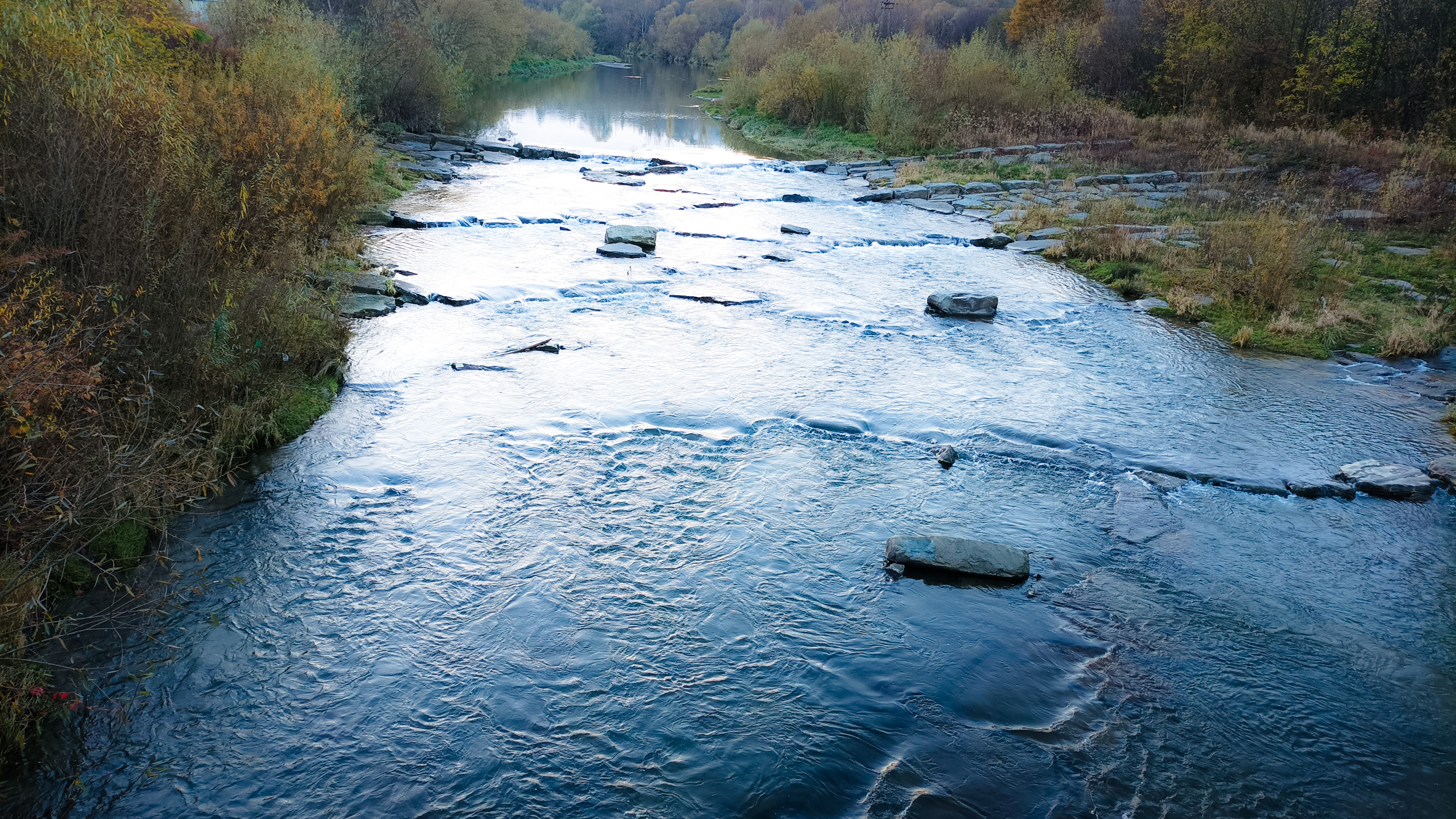
Bystrze typu „plaster miodu" na Białej w Bobowej

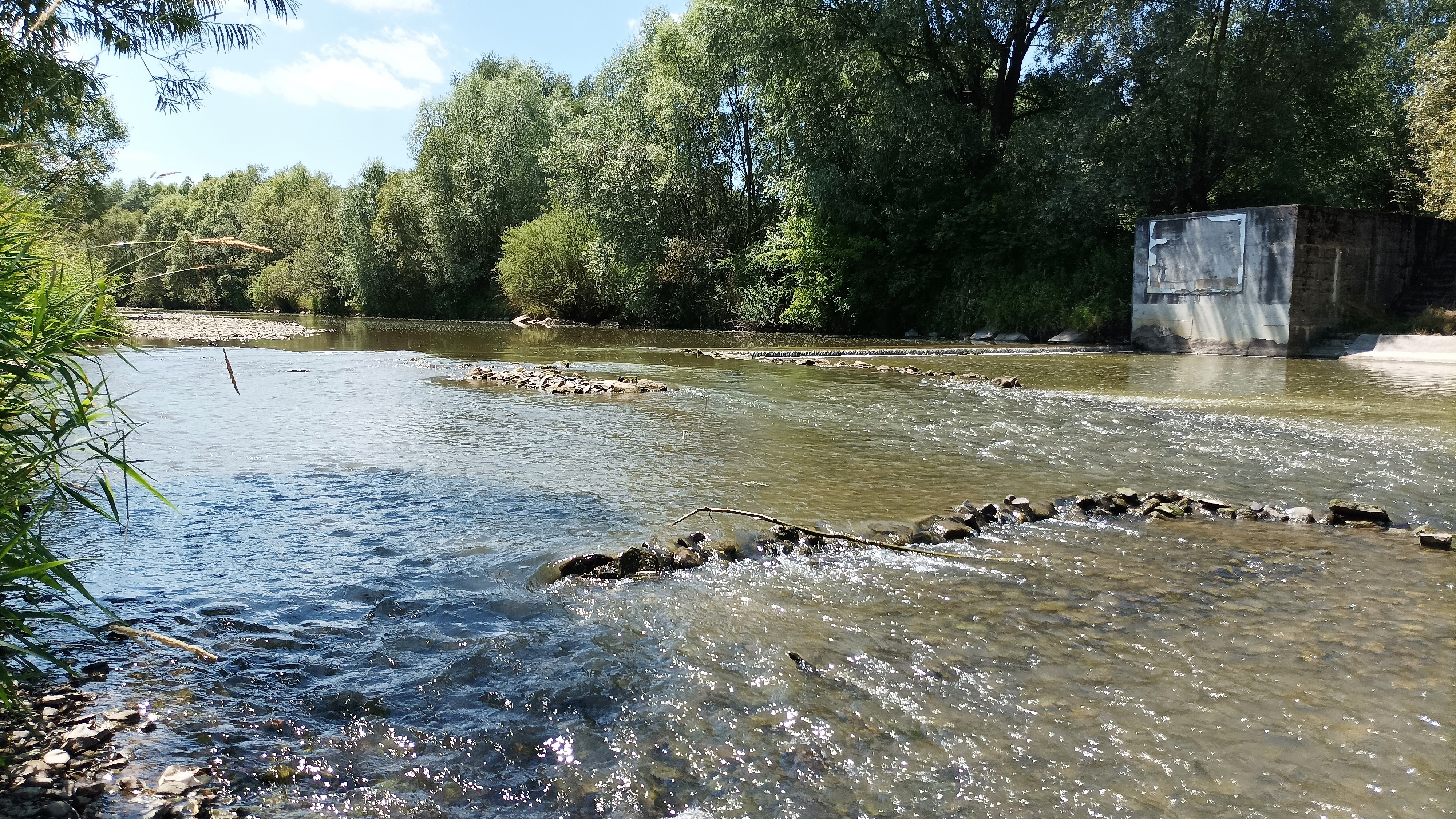
Zmodernizowany jaz w Pleśnej, widziany z prawego brzegu rzeki

Część Białej jest wyznaczona jako silnie zmienione części wód. Szczególnie znaczące przekształcenia hydromorfologiczne charakteryzują odcinek tarnowski. Ciągłość poprzeczna Białej jest zaburzona przez obwałowania i budowle hydrotechniczne. W 2010 roku rozpoczęła się przebudowa barier poprzecznych, mająca na celu ułatwienie migracji ryb. Prace przy realizacji programu „Przywrócenie ciągłości ekologicznej i realizacji działań poprawiających funkcjonowanie korytarza swobodnej migracji rzeki Białej Tarnowskiej” zakończyły się w 2023 roku. W wyniku przeprowadzonych prac przywrócono drożność korytarza ekologicznego Białej, od źródeł do ujścia, dzięki usunięciu 15 barier dla wędrówki ryb i innych organizmów wodnych. Zmiany te zostały wyróżnione nagrodą Fish Passage 2022.

#### Gospodarka ściekowa
Wody rzeki Białej podlegają silnej presji antropogenicznej. Miejscowości leżące nad rzeką generują zanieczyszczenia wody. Do rzeki trafiają oczyszczone ścieki z oczyszczalni znajdujących się m.in. w miejscowościach: Kąclowa, Stróże, Bobowa, Ciężkowice, Tuchów, Rzuchowa, Tarnów, a z mniejszych miejscowości ścieki nieoczyszczone. W dolnym biegu do rzeki trafiają także ścieki przemysłowe, pochodzące m.in. z Zakładów Azotowych w Tarnowie. Do Białej trafiają także spływy obszarowe z terenów rolniczych i zurbanizowanych.
W 2011 roku osady w Tarnowie sklasyfikowano jako zanieczyszczone ze względu na zawartość DDT i jego pochodnych. Z kolei w roku 2014 na tym samym stanowisku zawartość tych substancji w osadach była niewielka. Osady sklasyfikowano ostatecznie jako miernie zanieczyszczone, ponieważ stwierdzono takie zanieczyszczenie niklem. Zanieczyszczenie tym metalem było podobne w obu badaniach, natomiast pozostałe badane substancje stwierdzano w niewielkich ilościach.

#### Gatunki inwazyjne
Na obszarze Natura 2000 Biała Tarnowska występują gatunki inwazyjne, które wypierają rodzimą roślinność. Są to m.in.: barszcz Sosnowskiego, słonecznik bulwiasty, rdestowiec ostrokończysty, niecierpek gruczołowaty, winobluszcz pięciolistkowy, kolczurka klapowana i amerykańskie gatunki nawłoci.

## Administracja

### Nadzór wodny
Cała rzeka i jej dopływy podlegają nadzorowi wodnemu w Grybowie, zarządowi zlewni w Nowym Sączu i regionalnemu zarządowi gospodarki wodnej w Krakowie. Biała na Mapie Podziału Hydrograficznego Polski ma identyfikator 2148.

#### Jednolite części wód
W planie gospodarowania wodami na obszarze dorzecza Wisły Białą podzielono na cztery jednolite części wód powierzchniowych.
| Jednolite części wód powierzchniowych w pgw na lata 2011–2016 i 2016–2021 | Jednolite części wód powierzchniowych w pgw na lata 2011–2016 i 2016–2021 | Jednolite części wód powierzchniowych w pgw na lata 2011–2016 i 2016–2021 | Jednolite części wód powierzchniowych w pgw na lata 2011–2016 i 2016–2021 | Jednolite części wód powierzchniowych w pgw na lata 2011–2016 i 2016–2021 | Jednolite części wód powierzchniowych w pgw na lata 2011–2016 i 2016–2021 |
| Nazwa jcwp                                                                | Kod jcwp                                                                  | Typ                                                                       | Status                                                                    | Długość [km]                                                              | Udział obszaru Biała Tarnowska w długości jcwp [%]                        |
| ------------------------------------------------------------------------- | ------------------------------------------------------------------------- | ------------------------------------------------------------------------- | ------------------------------------------------------------------------- | ------------------------------------------------------------------------- | ------------------------------------------------------------------------- |
| Biała do Mostyszy bez Mostyszy                                            | PLRW2000122148199                                                         | 12 (potok fliszowy)                                                       | naturalna                                                                 | 35,23                                                                     | 40,72                                                                     |
| Biała od Mostyszy do Binczarówki z Mostyszą i Binczarówką                 | PLRW200012214832                                                          | 12 (potok fliszowy)                                                       | silnie zmieniona                                                          | 25,34                                                                     | 1,00                                                                      |
| Biała od Binczarówki do Rostówki                                          | PLRW2000142148579                                                         | 14 (mała rzeka fliszowa)                                                  | silnie zmieniona                                                          | 48,19                                                                     | 62,19                                                                     |
| Biała od Rostówki do ujścia                                               | PLRW200014214899                                                          | 14 (mała rzeka fliszowa)                                                  | naturalna                                                                 | 34,41                                                                     | 52,44                                                                     |

### Monitoring powodziowy
Rzeka objęta jest monitoringiem powodziowym. Stacja bazowa znajduje się w Tarnowie, a punkty pomiarowe (wodne) w Bobowej, Pławnej, Ciężkowicach, Golance, Lubaszowej, Tuchowie, Pleśnej i Tarnowie (ul. Krakowska).

### Obwody rybackie
Biała podzielona jest na dwa obwody rybackie, którymi administrują zarządy okręgów Polskiego Związku Wędkarskiego.
- Obwód nr 1 – zarządzany przez Okręg PZW w Nowym Sączu obejmuje odcinek rzeki od źródeł do potoku Kąśnianka (długość ok. 53 km)[45].
- Obwód nr 2 – zarządzany przez PZW w Tarnowie obejmuje odcinek Białej od potoku Kąśnianka do ujścia[46].

### Administracja lokalna
Wykaz miejscowości, gmin, powiatów (miasta wyróżniono pogrubioną czcionką).
| Izby               | Uście Gorlickie | gorlicki    |
| Banica             | Uście Gorlickie | gorlicki    |
| Śnietnica          | Uście Gorlickie | gorlicki    |
| Brunary            | Uście Gorlickie | gorlicki    |
| Florynka           | Grybów          | nowosądecki |
| Kąclowa            | Grybów          | nowosądecki |
| Grybów             | Grybów          | nowosądecki |
| Biała Niżna        | Grybów          | nowosądecki |
| Stróże             | Grybów          | nowosądecki |
| Wojnarowa          | Korzenna        | nowosądecki |
| Wilczyska          | Bobowa          | gorlicki    |
| Jankowa            | Bobowa          | gorlicki    |
| Bobowa             | Bobowa          | gorlicki    |
| Siedliska          | Bobowa          | gorlicki    |
| Sędziszowa         | Bobowa          | gorlicki    |
| Pławna             | Ciężkowice      | tarnowski   |
| Zborowice          | Ciężkowice      | tarnowski   |
| Ciężkowice         | Ciężkowice      | tarnowski   |
| Bogoniowice        | Ciężkowice      | tarnowski   |
| Tursko             | Ciężkowice      | tarnowski   |
| Gromnik            | Gromnik         | tarnowski   |
| Chojnik            | Gromnik         | tarnowski   |
| Golanka            | Gromnik         | tarnowski   |
| Siedliska          | Tuchów          | tarnowski   |
| Lubaszowa          | Tuchów          | tarnowski   |
| Dąbrówka Tuchowska | Tuchów          | tarnowski   |
| Burzyn             | Tuchów          | tarnowski   |
| Tuchów             | Tuchów          | tarnowski   |
| Zabłędza           | Tuchów          | tarnowski   |
| Buchcice           | Tuchów          | tarnowski   |
| Piotrkowice        | Tuchów          | tarnowski   |
| Łowczów            | Tuchów          | tarnowski   |
| Łowczówek          | Pleśna          | tarnowski   |
| Pleśna             | Pleśna          | tarnowski   |
| Woźniczna          | Pleśna          | tarnowski   |
| Rzuchowa           | Pleśna          | tarnowski   |
| Świebodzin         | Pleśna          | tarnowski   |
| Radlna             | Tarnów          | tarnowski   |
| Koszyce Małe       | Tarnów          | tarnowski   |
| Koszyce Wielkie    | Tarnów          | tarnowski   |
| Tarnowiec          | Tarnów          | tarnowski   |
| Tarnów             | Tarnów          | Tarnów      |
| Biała              | Tarnów          | tarnowski   |